# Madness (álbum de All That Remains)
Madness es el octavo álbum de estudio de la banda estadounidense de heavy metal All That Remains. Fue lanzado el 28 de abril de 2017 en Razor & Tie Records. Madness es el primer álbum de estudio producido por Howard Benson, así como el primer álbum que presenta al bajista Aaron Patrick.

## Antecedentes
El vocalista Philip Labonte le dijo a la revista Revolver sobre el enfoque de la banda en el nuevo disco: "Queríamos mezclarlo un poco y escribir desde una perspectiva vocal esta vez. Así que fui a Los Ángeles y se me ocurrieron ideas vocales y melodías y luego las envié. Las progresiones de acordes regresaron a Oli Herbert y él escribió riffs en respuesta a eso. Hacerlo de esta manera convirtió el disco en un álbum vocal en lugar de un álbum de guitarra. Y eso afectó algunas cosas. Por ejemplo, podría haber menos complejidad en los riffs porque fueron escritos en respuesta a mi voz."

## Lista de canciones
| N.º | Título                                      | Duración |  |
| 1.  | «Safe House»                                | 3:37     |  |
| 2.  | «Madness»                                   | 3:24     |  |
| 3.  | «Nothing I Can Do»                          | 3:41     |  |
| 4.  | «If I'm Honest»                             | 4:23     |  |
| 5.  | «Halo»                                      | 4:03     |  |
| 6.  | «Louder»                                    | 3:11     |  |
| 7.  | «River City»                                | 5:34     |  |
| 8.  | «Open Grave»                                | 3:42     |  |
| 9.  | «Far from Home»                             | 4:05     |  |
| 10. | «Trust and Believe»                         | 3:14     |  |
| 11. | «Back to You»                               | 3:25     |  |
| 12. | «Never Sorry»                               | 3:39     |  |
| 13. | «The Thunder Rolls» (cover de Garth Brooks) | 4:23     |  |

## Posicionamiento en lista
| Lista (2017)                          | Posición |
| ------------------------------------- | -------- |
| Canadá (Billboard Canadian Albums)    | 77       |
| Estados Unidos (Billboard 200)        | 50       |
| Estados Unidos (Top Rock Albums)      | 9        |
| Estados Unidos (Top Hard Rock Albums) | 1        |

## Personal
All That Remains
- Philip Labonte – voz
- Mike Martin – Guitarra rítmica
- Oli Herbert – Guitarrista líder
- Aaron Patrick – bajo, coros
- Jason Costa – batería

Producción
- Producido por Howard Benson